# Вознюк Сергій Віталійович
Сергі́й Віта́лійович Возню́к (нар. 15 листопада 1961 — 27 серпня 2016) — молодший сержант Збройних сил України, учасник російсько-української війни.

## Життєпис
Народився 1961 року в місті Кам'янка-Бузька (Львівська область). 1974-го закінчив 8 класів СШ міста Кам'янка-Бузька; згодом — СПТУ смт Добротвір за спеціальністю «електрозварювальник». Протягом 1981—1983 роках проходив строкову військову службу в лавах ЗС СРСР. Демобілізувавшись повернувся до Кам'янки-Бузької. З 1984 року працював на підприємстві, від 1985 року — у Радехівському районі, проживав у селі Новий Витків. Останнім часом працював у приватного підприємця і столяра. Дуже полюбляв риболовлю.
13 серпня 2015 року мобілізований; молодший сержант, військовослужбовець 53-ї окремої механізованої бригади, розвідник. Брав участь у боях на сході України. В серпні 2016 року приїхав додому у відпустку, але незабаром був відізваний назад — у зв'язку із загостренням ситуації на фронті.
27 серпня 2016-го загинув під час артилерійського обстрілу терористами поблизу міста Горлівка — Майорськ від осколкових поранень під час контролю лінії розмежування групою вояків ЗСУ (за іншими даними поблизу міста Мар‘їнка Донецької області).
1 вересня 2016 року похований в селі Новий Витків.
Без Сергія лишилися батьки, дружина, двоє дітей та внуки.

## Нагороди та вшанування
- указом Президента України № 522/2018 від 25 листопада 2016 року «за особисту мужність і високий професіоналізм, виявлені у захисті державного суверенітету та територіальної цілісності України, вірність військовій присязі» — нагороджений орденом «За мужність» III ступеня (посмертно)[1]